# Otacílio Gonçalves
Otacílio Gonçalves da Silva Júnior, conhecido como Chapinha (Santa Maria, 16 de junho de 1940), é um ex-treinador de futebol brasileiro.

## Carreira
Ingressou no futebol profissional na década de 1970, quando foi integrante da comissão técnica dos 3 títulos brasileiros conquistados pelo Internacional, em 1975, 1976 e 1979. Na década de 1980, assumiu o comando técnico do Internacional e posteriormente, do Grêmio, Paraná Clube, Atlético Paranaense, Coritiba, Portuguesa, Palmeiras, Atlético Mineiro, Bahia, Santa Cruz, Náutico, Gama, Cerro Porteño (Paraguai), Shabbab (Arábia Saudita), Seleção Kuwaitiana de Futebol[carece de fontes?] e Yokohama Flügels (Japão).
Na Copa América de 1991, disputada no Chile, fez parte da comissão técnica da Seleção Brasileira de Futebol. Entre os principais títulos como técnico, destacam-se a Taça Heleno Nunes e a internacional Copa Kirin.

## Títulos

### Como treinador
Paraná
- Campeonato Brasileiro - Série B: 1992[3]
- Campeonato Paranaense: 1991 e 1995[1]

Grêmio
- Campeonato Gaúcho: 1988

Pinheiros-PR
- Campeonato Paranaense: 1987

Atlético Paranaense
- Campeonato Paranaense: 1985

Internacional
- Campeonato Gaúcho: 1984[6]
- Torneio Heleno Nunes: 1984